# Friedrich Windekiel
Friedrich Windekiel (auch Wendekilde, oder Windeskille) war ein Bildhauer aus Flensburg, Herzogtum Schleswig (erwähnt um 1760–1779).

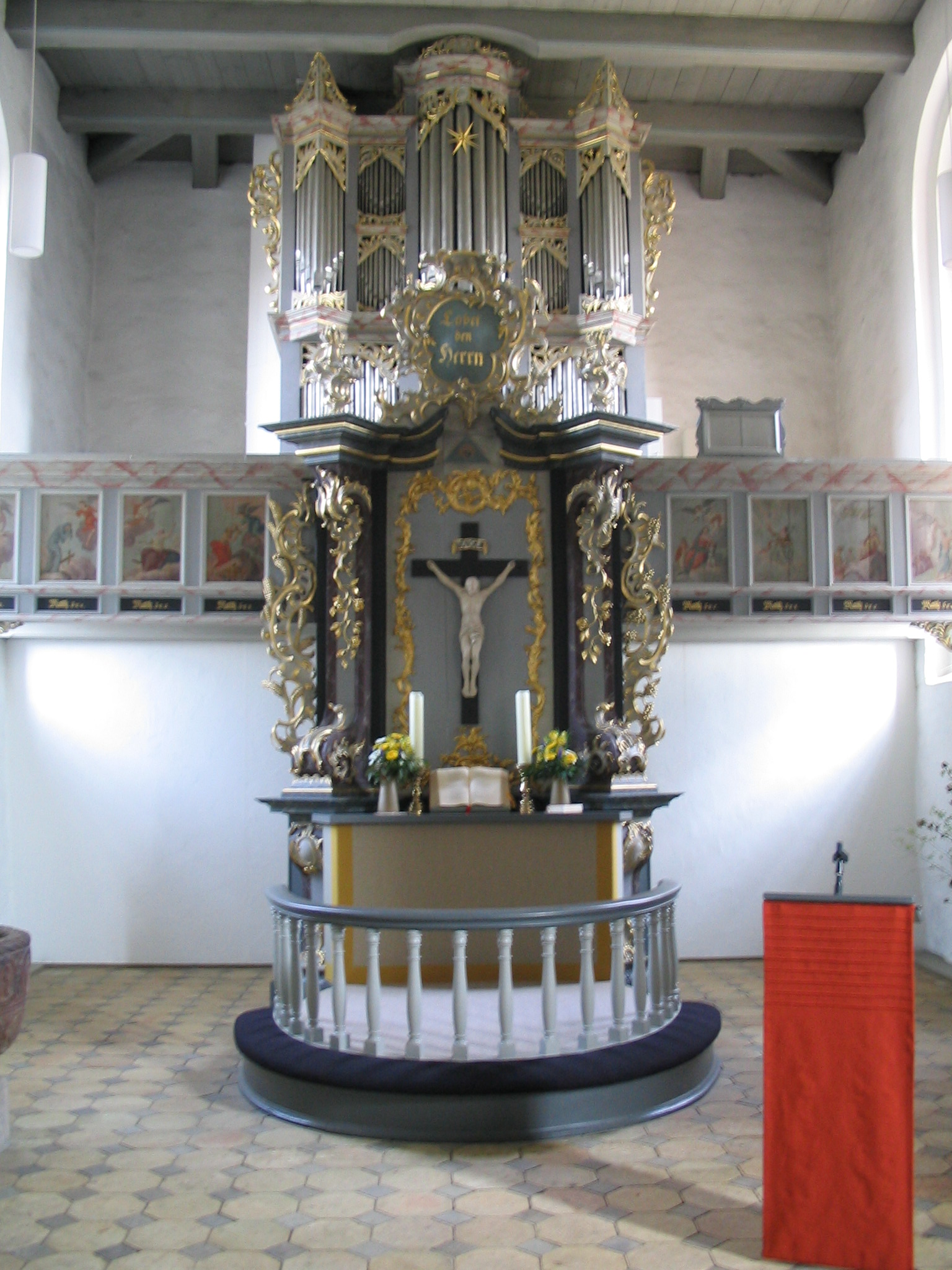
Altar der Grundhofer Kirche von Friedrich Windekiel

Windekiel war in der zweiten Hälfte des 18. Jahrhunderts für rund 20 Jahre als Bildhauer aktiv. Entlang der heutigen dänisch-deutschen Grenze sind Altäre von ihm in 3 Kirchen dokumentiert, die stilistisch dem Rokoko zugerechnet werden.

## Werke
- Altar in der Marienkirche (Grundhof) (1761)
- Altar in der Kirche von Bov (1771)
- Altar in der Johanniskirche von Adelby in Flensburg (1779)